# Meilenstein (Gröbzig)

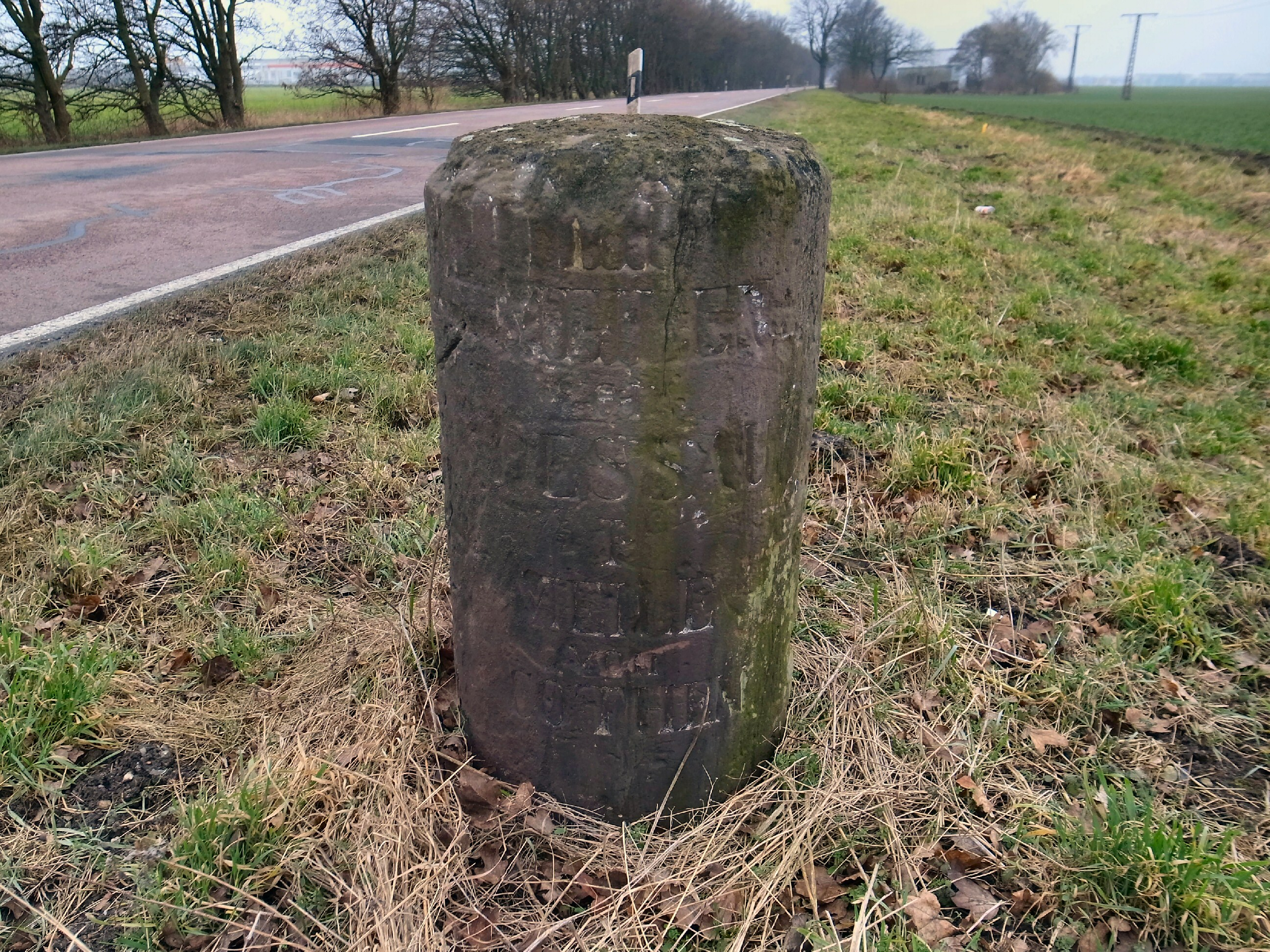
Anhaltischer Meilenstein zwischen Gröbzig und Pfaffendorf

Der Meilenstein bei Gröbzig steht eigentlich näher bei Pfaffendorf als bei Gröbzig, doch hat sich die Bezeichnung nach der Kleinstadt eingebürgert. Beide Orte gehören heute zur Stadt Südliches Anhalt im Landkreis Anhalt-Bitterfeld in Sachsen-Anhalt.
Es gibt gleich fünf anhaltische Meilensteine mit der Angabe, dass Köthen eine Meile entfernt sei und Dessau vier Meilen. Die Besonderheit des Distanzanzeigers bei Gröbzig ist hierbei die, dass er die Meilen nach Dessau nicht als römische IV, sondern als römische IIII angibt. Die Entfernungsangabe nach Dessau weist die Straße, heute die L 147, zugleich als Nebenstraße aus, denn die Hauptverbindung Anhalts ging von Dessau über Köthen nach Bernburg und weiter gen Harz. Deren Vier-Meilen-Stein steht heute in Kleinpaschleben. Das Kleindenkmal ist 96 Zentimeter hoch und steht zwei Kilometer östlich von Gröbzig an der nördlichen Straßenseite. Ungewöhnlich ist die Wahl von rotem Sandstein, zudem lassen sich Farbspuren einer früheren Beschriftung ausmachen.
Der denkmalgeschützte, anhaltische Rundsockelstein trägt im Denkmalverzeichnis die Erfassungsnummer 094 06163. Einen Fünf-Meilen-Stein in der Fortsetzung der Straße gab es wohl nicht, da Anhalt dafür zu klein ist. Der Drei-Meilen-Stein in oder bei Köthen hat sich nicht erhalten, der Zwei-Meilen-Stein steht bei Porst. Anhaltische Meilensteine lassen sich erstmals im Jahr 1853, also relativ spät, nachweisen. Fünfundzwanzig Jahre später wurde das Längenmaß, das schon länger analog zum preußischen funktionierte, auf Kilometer umgestellt.